# بطولة أمم أوروبا داخل الصالات للسيدات
بطولة أمم أوروبا لكرة القدم داخل الصالات للسيدات هي بطولة دولية لمنتخبات كرة القدم داخل الصالات للسيدات التابعة للإتحاد الأوروبي لكرة القدم. من المُقرَّر أن تُقام أول دورة من البطولة سنة 2019 بمشاركة أربعة منتخبات، وستُعقد البطولة كل سنتين.

## النتائج
| السنة       | المستضيف | النهائي | النهائي | النهائي  | مباراة المركز الثالث | مباراة المركز الثالث        | مباراة المركز الثالث |
| السنة       | المستضيف | البطل   | النتيجة | الوصيف   | الثالث               | النتيجة                     | الرابع               |
| ----------- | -------- | ------- | ------- | -------- | -------------------- | --------------------------- | -------------------- |
| 2019 تفاصيل | البرتغال | إسبانيا | 0-4     | البرتغال | روسيا                | 2-2 2-3 (بعد ركلات الترجيح) | أوكرانيا             |

## تفاصيل المشاركة
| الفريق   | المركز | سنوات المشاركة |
| -------- | ------ | -------------- |
| البرتغال | الثاني | 1              |
| روسيا    | الثالث | 1              |
| إسبانيا  | الأول  | 1              |
| أوكرانيا | الرابع | 1              |